# عصب تحت اللسان
عَصَب تحتَ اللِّسان (باللاتينية: nervus hypoglossus) هوَ العَصَبُ القِحفي الثاني عشر، حيثُ يُعَصِّب جَميع عَضلات اللسان الداخلية مِنها والخارِجية باستثناء العَضلة الحَنكية اللسانية التي تُعصب بواسطة العصب المُبهَم، كما أنَّ العَصب تحت اللسان يُعتبر عَصبا ذا وظيفة حركية فَقط. يَنشأ العصب تحتَ اللسان على شكل مجموعة من الجذور الصَغيرة الناشئة مِن نواة العَصب تحت اللسان الموجودة في جذع الدماغ، ثُم يَمر العصب عبرَ النفق تحت اللسان(4) وفي أسفل الرَقبة، وفي النِهاية يَمر مرة أُخرى فوقَ عضلات اللسان. يُوجد في الجسم عَصبان تحت لسانيين؛ عصب أيمن وآخر أيسر.
يُشارك العصب تحت اللسان في التَحكم في حَركات اللسان الضَرورية للتَكلم وَالبَلع، كما يُشارك في إخراج اللسان وتحريكه من جنبٍ إلى آخر. حدوث الضَرر في العَصب نفسه أو في مساره قد يؤثر على مظهر اللسان وَالقُدرة على تحريكه، وتُعتبر الصَدمات وَالعمليات الجراحية في مناطق تواجد العَصب وَاعتلال العُصبون الحركيّ من أكثر مصادر الضَرر بالعصب شيوعاً. تم وَصف العصب تحت اللسان للمرة الأولى على يد هيروفيلوس في القرن الثالث قبل الميلاد.

## التسمية
عَصَب تحتَ اللِّسان أو العَصب تحت اللِّساني (باللاتينية: nervus hypoglossus)،1 وتَرجع تَسميته إلى الحَقيقة المعروفة أنَّ هذا العصب يَمر أسفل اللسان، كما أنَّ اسم العَصب باللغة الإغريقية هوَ hypoglossus حيثُ أنَّ hypo- هي بادئة تعني أسفل أو تحت، وَ-glossa هي لاحقة تَعني اللسان.

## الهيكلية
ينشأ العَصب تحت اللسان على شَكل مجموعة من الجُذور الصغيرة، حيثُ ينشأ من الجُزء الأمامي للنخاع المُستطيل وَالجُزء السُفلي من جذع الدماغ، في الثلم قبل الزيتوني والذي يَفصل بينَ الجِسم الزيتوني وَالهرم اللُبِّي. يمر العصب عبرَ الحيز تحت العنكبوتية، كما يَثقُب الأم الجافية بالقُرب من النفق تحت اللسان (هيَ فُتحة في العظم القذالي في الجُمجمة).
بعد خُروج العَصب من القَناة تحت اللسان، يُعطي العَصب فرعاً سِحائياً ويأخذ فرعاً مِن الفرع الأمامي للفقرة العُنقية الأولى، وبعدَ ذلك يَنتقل العَصب بالقُرب من العصب المبهم وَالجُزء النُخاعي للعصب الإضافي، حيثُ يسير العصب بشكل لولبي إلى الجُزء الخلفي السُفلي للعصب المُبهم، ثُم يَعبر بينَ الشريان السباتي الغائِر وَالوريد الوداجي الغائِر بَحيث يتكئ العَصب على الغمد السباتي.
عندَ النقطة على مُستوى زاوية الفَك السُفلي يَظهر العصب مِن خلف البَطن الخَلفي للعَضلة ذات البطنين، ثُم يلتف حولَ أحد فروع الشريان القذالي وينتقل إلى الأمام نحو المنطقة أسفل الفك السُفلي. يَنتقل العَصب إلى الأمام تحت العصب اللساني وَالعضلة اللامية اللسانية وَالعضلة الإبرية اللامية، ثُم يستمر أسفل العضلة الذقنية اللسانية، ويستمر إلى الأمام نحوَ قِمة اللسان، ويقوم العصب تحت اللسان أثناء مساره بِمنح فُروع تُزود العضلات اللسانية الداخلية والخارجية بالأوامر الحَركية، كما يُزود عددا من العضلات الأخُرى (العضلة اللامية اللسانية وَالعضلة الذقنية اللسانية وَالعضلة الإبرية اللامية).
تَنشأ جُذيرات العَصب تحت اللسان مِن نواة العصب تحت اللسان الموجودة بالقُرب من الجُزء السُفلي لجذع الدماغ، حيثُ تتلقى النواة المُدخلات مِن القِشرتين الحَركيتين وَلكنَّ الجانب المقابل هوَ المُهيمن، لِذلك يُعتبر الجانب الوَحشي هوَ المُعصِب الأساسي للسان. تَنتقل الإشارات من المغازل العَضلية في اللسان من خلال العصب تحت اللسان إلى العَصب اللساني، والذي بدورهِ يتشابك مع نواة السبيل الدماغي المتوسط للعصب ثلاثي التوائم.

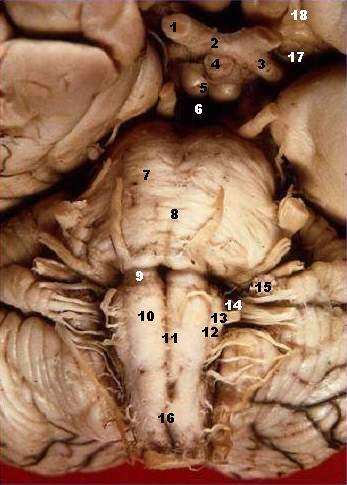
يَظهر العصب تحت اللسان على شَكل جُذيرات مُتعددة (تحمل الرقم 12)، حيثُ يبرز مِن الجِسم الزيتوني للنخاع المُستطيل (يحمل الرَقم 13).
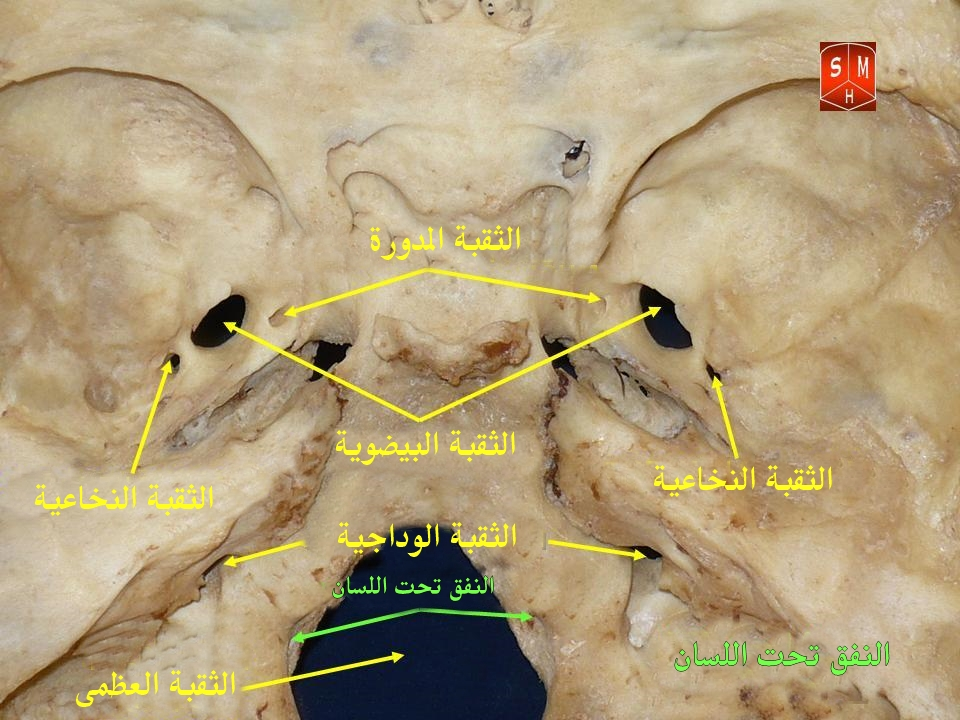
يُغادر العصب تحت اللسان الجُمجمة من خلال نفق العصب تحت اللسان، والذي يَقع بالقرب من فُتحة الحبل الشوكي الكَبيرة، والتي تُسمى بالثقبة العُظمى.
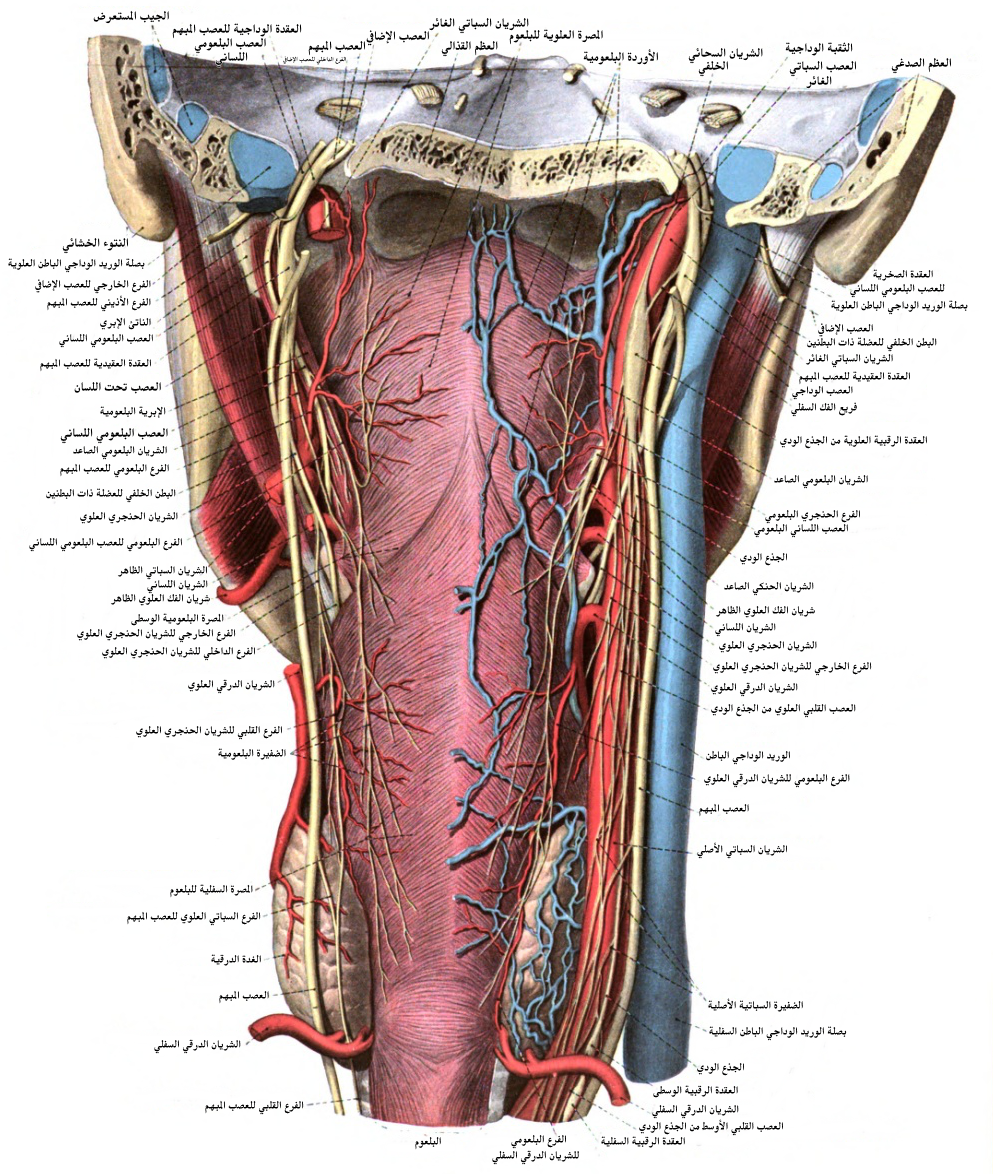
بعدَ مُغادرة الجُمجمة، يَلفت العصب تحت اللسان حولَ العصب المبهم ثُم يعبر خلفَ البطن الغائر للعضلة ذات البطنين.
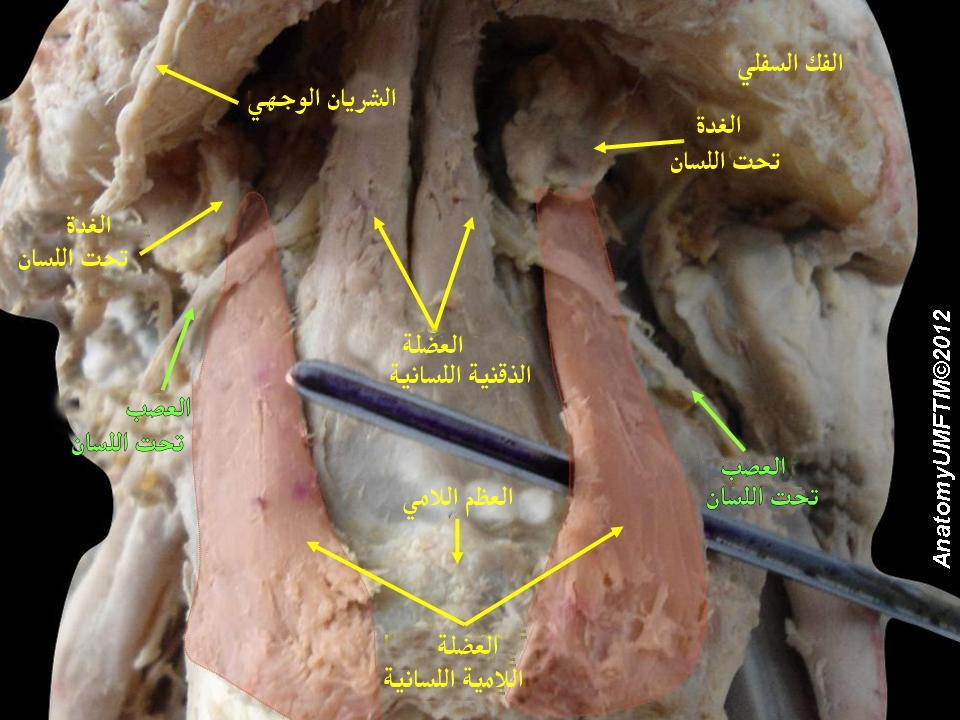
يَنتقل العصب تحت اللسان إلى المنطقة أسفل العضلة اللامية اللسانية والتي يُزودها العَصب، وبعد ذلك يُكمل العصب سَيره حيثُ يُزود العضلة الذقنية اللسانية، ثُم يكمل نحوَ قمة اللسان، حيثُ ينقسم إلى عدة فروع تُزود عضلات اللسان.

### الفروع
يَخرج من عصب تحت اللسان عَدد من الفُروع المُختلفة، والتي تعمل على تزويد عضلات اللسان بالأوامر الحركية، وبالتالي هو المسؤول عن التحكُم بشكل وحَركة اللسان، ومن أهم هذه الفُروع:
- الفرع السِّحائيّ.
- الفِرع النّازِل (ألياف من C1)، حيثُ يسير نحوَ الأسفل ثُمَ يتحد مع العَصب الرقبي النازل (مِن C2 وَC3) ليُشكل العُروة الرَقبية، ويزود هذا الفَرع العضلة الكتفية اللامية وَالعضلة القصية اللامية وَالعضلة القَصية الدرقية بالأوامر الحركية.
- الفَرع الذي يُزود العضلة الدرقية اللامية.
- الفرع الذي يُزود العضلة الذقنية اللامية.
- الفُروع العضلية التي تُزود جميع عضلات اللسان باستثناء العضلة الحنكية اللسانية.

### النماء
يأتي العصب تحت اللِسان مِن الزَوج الأول للجسيدات القَذالِية، وهيَ تجمعات من الأديم المُتوسط التي تتشكل بجانب مَحور الجنين الرئيسي أثناء عملية التَطور. تتطور العَضلات التي يتم تعصيبها بواسطة العصب تحت اللسان على شَكل حبل تحت اللسان، حيثُ تنشأ العضلات من البضعات العَضلية الخاصة بالأربع أزواج الأولى للجسيدات القَذالية. في الأسبوع الرابع من التَطور، يَظهر العَصب تحت اللسان على شكل مجموعة من الجُذور، وفي الأسبوع الخامس تُكَوِن هذه الجُذور عُصب واحد مُرتبط باللسان.
تأتي نواة العصب تحت اللسان مِن الصفيحة القاعدية الخاصة بالنخاع المُستطيل الجنيني.

## الوظيفة

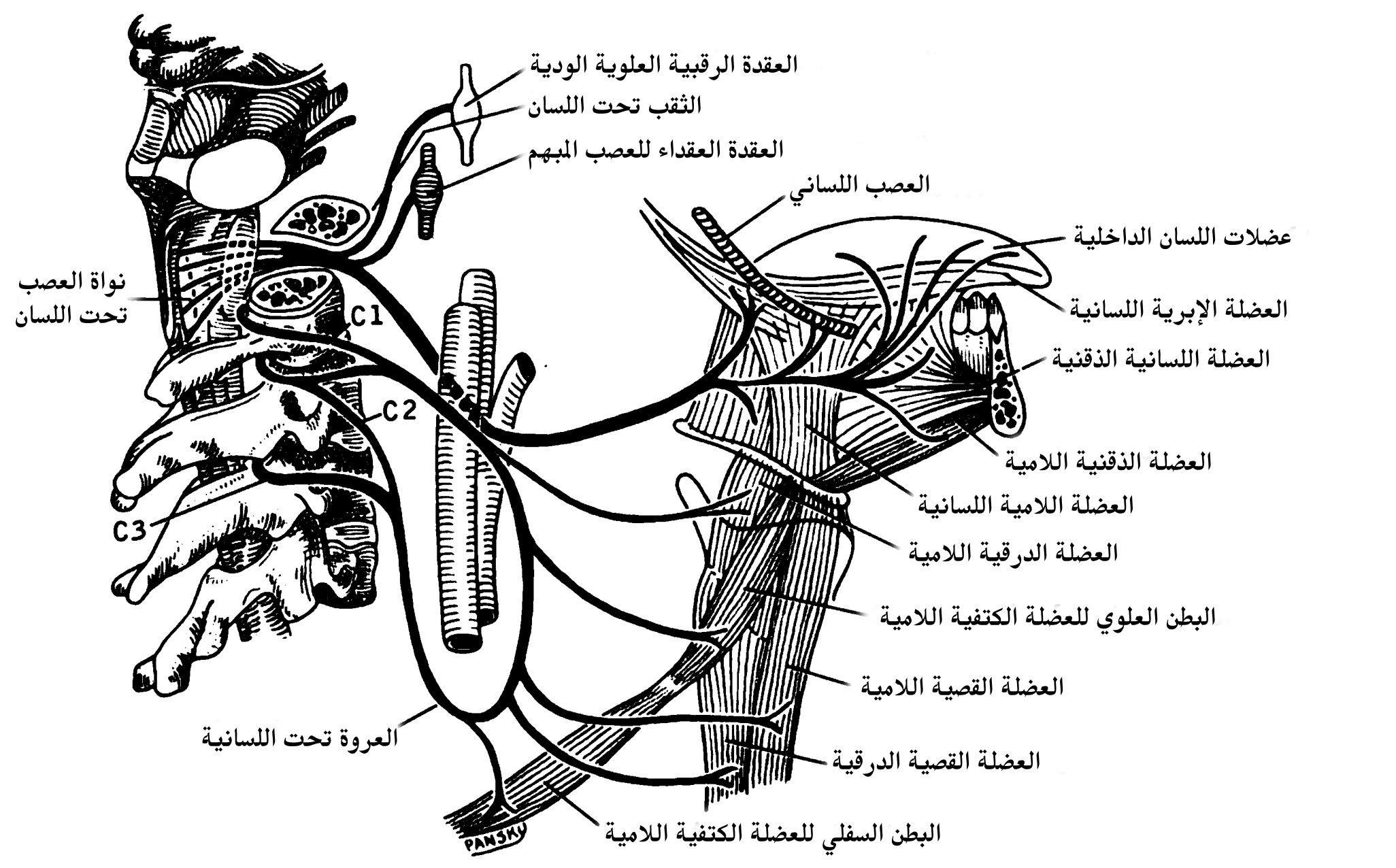
مُخطط يُظهر العصب تحت اللسان والمناطق التي يقوم بتعصيبها.

العصب تحت اللسان هوَ العصب المسؤول عن تزويد عضلات اللسان الخارِجية (العضلة الذَقنية اللسانية والعَضلة اللامية اللسانية والعضلة الإبرية اللسانية) والداخِلية بالأوامر الحَركية، ولكن يُستثنى من هذه العَضلات العضلة الحنكية اللسانية والتي تُعصَب بواسطة العصب المُبهم، ويُعتبر العصب تحت اللسان مِن الألياف الصادرة الجسدية العامة والتي تُدعى اختصاراً (GSE: General Somatic Efferent fibers).
تلعب العَضلات التي يُزودها العصب تحت اللسان بالأوامر الحركية دوراً مُهماً في حركة اللسان، حيثُ أنَّ العضلة الذقنية اللسانية مسؤولة بشكلٍ خاص عن بُروز اللسان، كما أنَّ العضلات المرتبطة بالجزء السُفلي لِقمة اللسان والجزء الخَلفي له، مسؤولةٌ عن بروز وحَرف اللسان نحو الجانب الآخر. العَصب تحت اللسان مسؤول أيضاً عن الحَركات التي تتضمن تنظيف الفم مِن اللعاب وَغيرها من الوظائف والحركات اللاإرادية. يحدثُ ما يُشبه التفاعل بين نواة العَصب تحت اللسان وَالتشكل الشَبكي، حيثُ يؤدي هذا التفاعل إلى التَحكم في العديد من الأفعال الإنعكاسية أو الحركات التلقائية، كما أنهُ تنشأ من قشرة النواة العديد من الألياف المسؤولة عن التَعصيب المُساعد في الحركات اللاشعورية المُرتبطة بالكَلام والتَمفصل التعبيري.

## الأهمية السريرية

### الضرر

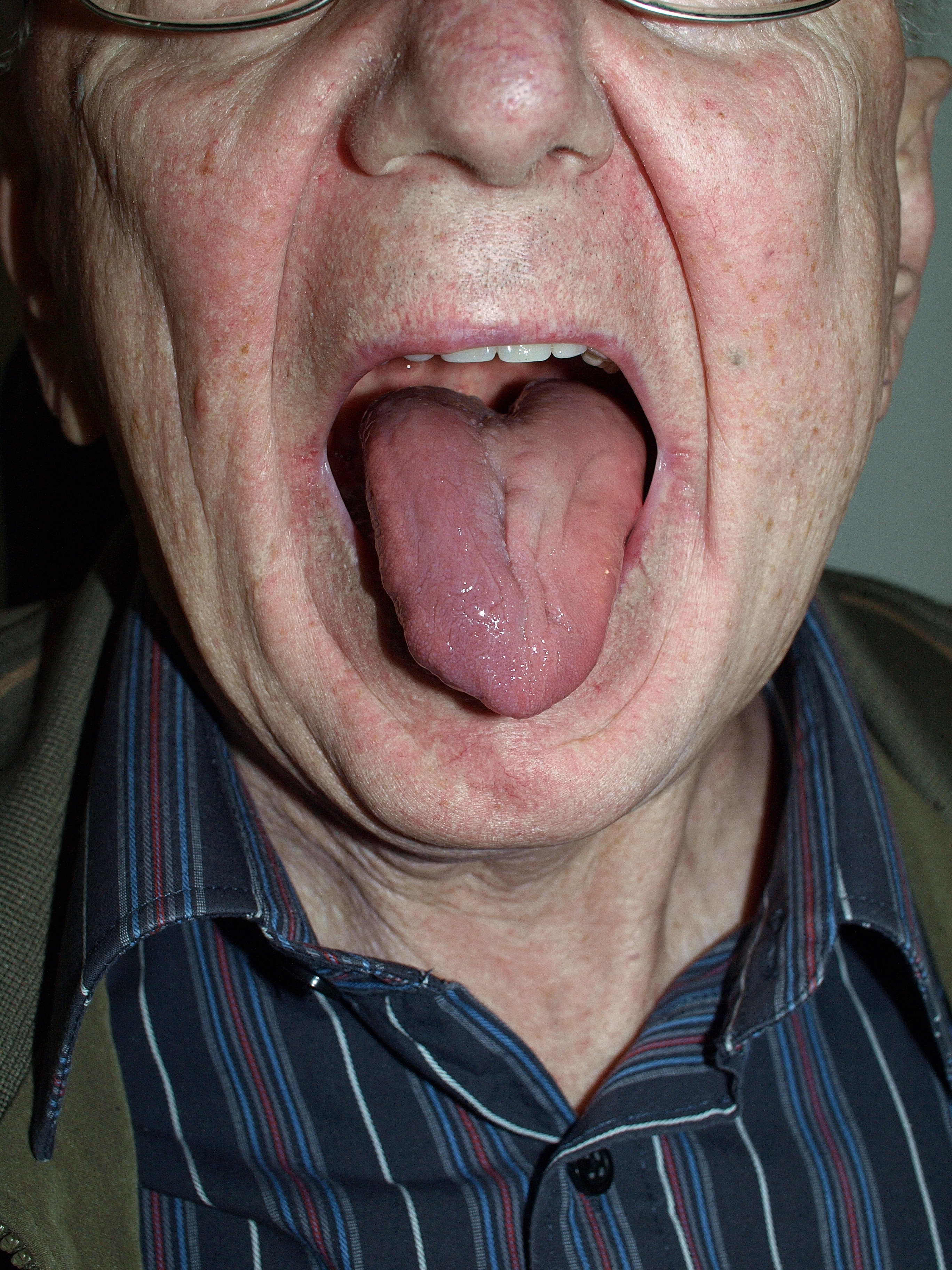
ضُمور بجانب واحد في اللسان نتيجةً لشلل العصب تحت اللسان الأيسر، والمريض لا يستطيع تحريك لسانه نحوَ الجانب الأيسر.

التقارير الواردة حول ضرر العصب تحت اللسان نادرة، ومن أكثر أسباب أذيته شيوعًا هو الضغط إما بسبب حدوث ورمٍ ما أو الإصابة بطلقٍ ناريّ، كما أنَّ هناك عدد من الأسباب الأخرى الّتي تؤدّي لأذيّة العصب وإلحاق الضَرر به، مِثل الأذيّة الجراحيّة والسكتة الدماغية النخاعية والتصلّب المتعدّد ومتلازمة غيلان باريه والإنتان والساركويد والوعاء التوسُّعيّ في النّفق تحت اللِّسانيّ. يمكن للضرر أن يكون في إحدى أو كِلا الجهتين وهذا يؤثّر على الأعراض الظّاهرة، ومن النادر حدوث ضَرر في العصب تحت اللسان بشكل مُنفرد، فغالباً ما تكون مُصاحبة بضرر في أحد التراكيب القريبة من العصب (الأعصاب الأخرى، الشرايين، الأوردة)، ويُعود السبب في ذلك إلى قُرب العصب مِن هذه التراكيب، وعلى سبيل المثال، قد يترافق الضرر في الأعصاب تحت اللسان؛ اليُمنى واليسرى، مع ضرر بالعصبين الوجهيّ وثُلاثيّ التَّوائِم كنتيجة لأذيّة بسبب جُلْطَة تالية لتصلب شرياني في الشِّريان الفِقْرِيٌّ القاعِدِيّ، وتؤدّي هذه السكتة إلى انقباض مُحكَم في عضلات الفم وصعوبة في التكلُّم والأكل والمضغ.
الشلل البَصَلي المُتَرَقي هو شكلٌ من أشكال اعتلال العُصبُون الحَرَكيّ، حيثُ يترافق مع آفات مُشتَركة في نواة العصب تحت اللّسان والنَّواة المُلتَبِسَة مع حدوث ضُمُور في الأعصاب المُحركة في الجِسْر والنخاع المستطيل، مِمَّا قد يُسَبِّب صعوبة في حركة اللّسان والتكلُّم والمضغ والبَلع، ناجمة عن خلل في وظيفة أنوية العديد من الأعصاب القِحفيّة، ويُعدّ اعتلال العصبون الحركيّ من أكثر الأمراض شيوعاً والتي تصيب العصب تحت اللّسان.
قد يحدث شلل للعصب تحت اللّسان بعد القيام بتنبيب الرُّغامى، وبرؤية العديد من هذه الحالات، وجد أنّ التّعافي التام وعودة وظيفة العصب تحت اللّسان تستلزم ستّة أشهر.

### الفحص

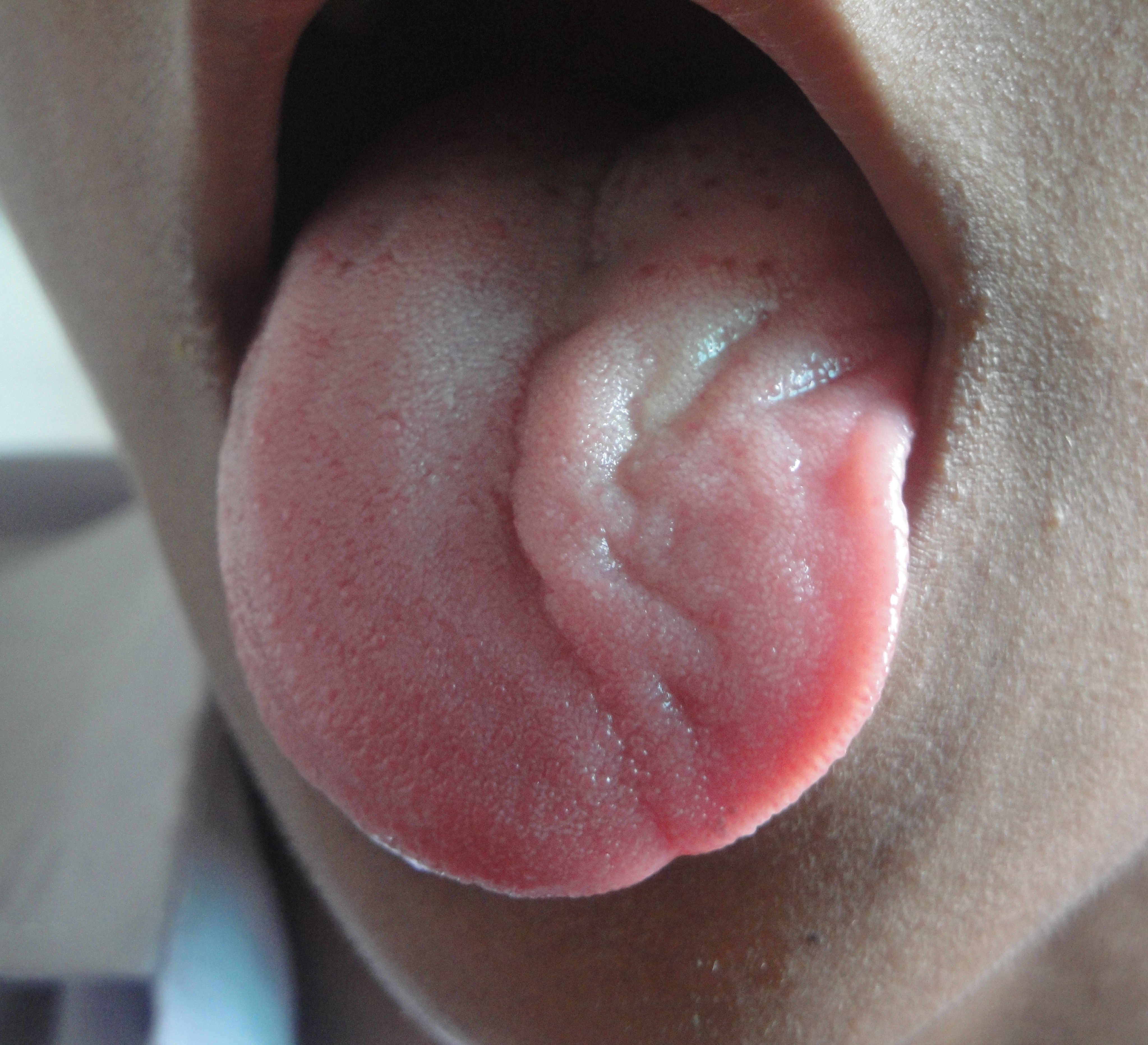
تُسَبِّب إصابة عصب تحت اللّسان ضمورًا للسان ولن يكون قادرًا على أن يُمَدَّ خارِجًا باستقامة.
حدثت الإصابة هنا بسبب جراحة كيسة الفلح الخيشومي.

يُفحص العصب تحت اللّسان عن طريق فحص اللّسان وحركاته. في الوقت الطبيعي، إذا أُصيب العصب تحت اللسان فإن اللّسان سيظهر على شكل «كيس من الديدان» (ارتجافات حزمية(2)) أو يحدث ضُمور فيه، ويفحص اللسان عندها بمدّه للخارج، فإذا كان هناك ضرر في العصب أو مَساراته فإنَّ اللسان سينحرف -عادةً وليس دائمًا- إلى جهةٍ واحدة. عند تضرر العصب سيُشعَر أنّ اللّسان «ثَخين» أو «ثَقيل» أو «غير عَمليّ»، ويؤدّي ضعف عضلات اللّسان إلى حدوث تداخل في الكَلاَم (إدغام)، مؤثّرًا على الأصوات التي تخرج من اللسان (خصوصاً تلك التي تخرج من قمة اللسان؛ وهيَ السين والصاد والزاي)، ويُمكن فحص قوّة اللّسان بوكز اللّسان بجوف الخدّ، حيثُ يقوم المُعايِن بإحساس الضّغط النّاتج.
يحمل العصب تحت اللّسان العُصبونات المحرِّكة السفليّة والتي تتشابَك مع العصبونات المحرِّكة العُلويّة عند نواة العصب تحت اللسان، كما أنَّ الأعراض المتعلّقة بالضرر الذي يُصيب العصب تعتمد على موقع الضرر في المَسار، فإذا أصاب الضرر العصب نفسه (آفة العصبون الحركي السفلي)، عندها سينحني اللّسان باتجاه جهة الضرر؛ وذلك بسبب ضعف العضلة الذَّقنيّة اللِّسانيّة للجانب المُتأثِّر. أمّا إذا كان الضرر في مَسار العصب (آفة العصبون الحركي العلوي) فسينحني اللّسان باتّجاهٍ مُعاكِس لجهة الضرر نتيجةً لفعل العضلة الذَّقنيّة اللِّسانيّة المُتأثِّرة، وسيحدث الانحناء بدون ارتجاف حزميّ أو ضمور، ويحدث في نفس الوقت صعوبات واضحة في الكلام، وسيؤدّي الضرر في نواة العصب تحت اللسان إلى ضمور عضلات اللّسان وحدوث الانحراف باتجاه الجانب المُتأثِّر عند مَدّ اللّسان للخارج، وهذا بسبب ضعف العضلة الذَّقنيّة اللِّسانيّة.

### الاستخدام في الإصلاح العصبي
قد يُربَط (يُفَاغَر) العصب تحت اللّسان مع العصب الوجهيّ، وذلك بهدف إعادة وظيفة العصب الوجهيّ عند حدوث ضَرر به، كما أنَّ مُحاولات الإصلاح بالربط الكلّي أو الجزئيّ للألياف العصبيّة من العصب تحت اللّسان إلى العصب الوجهيّ قد تُستَخدم عند وجود ضرر بُؤْرِيّ للعصب الوجهيّ (بسبب رَضْح أو سرطان مثلاً).

## التاريخ
أوّل وصف مسجّل للعصب تحت اللسان كان من قبل الجراح وعالم التشريح اليوناني هيروفيلوس (335–280 ق.م.)، ولكن لم يتم تسميته في ذاك الوقت. وأول استخدام لاسم عصب تحت اللسان (باللاتينية: nervi hypoglossi externa) كان من قبل عالم التشريح وينسلو في عام 1733، وبعد ذلك تبعهُ العديد من الأسماء مثل العصب غير المُحدد أو غير المعروف (باللاتينية: nervi indeterminati) وَالعصب زوج اللسان (باللاتينية: par lingual) وَالعصب زَوج التذوق (باللاتينية: par gustatorium) وَالعصب الكبير تحت اللسان (باللاتينية: great sub-lingual)، وقد وُضعت هذه الأسماء من قبل عدة أشخاص، أما اسم العصب اللساني وَالعصب التذوقي فقط وُضعت من قبل وينسلو أيضاً، وفي عام 1778 سُمي العصب باسم العصب العظيم تحت اللسان من قبل عالم التشريح صموئيل سوميرينغ، وفي عام 1800 سُمي بالعصب الكَبير تحت اللسان (great hypoglossal nerve) من قبل جورج كوفييه، والذي اختارَ هذا الاسم كترجمة لِتسمية وينسلو. في عام 1832 سُمي العصب باللغة الإنجليزية بواسطة عالم التشريح روبرت نوكس.

## في الحيوانات
العصب تحت اللّسان هو واحد من اثني عشر عصبًا قِحفيًّا موجودًا في السلويات، والتي تتضمن الزواحف والثدييات والطيور. وكما هوَ عندَ الإنسان، فإنَّ حدوث ضرر للعصب أو سَبيله يؤدي إلى صعوبة في تحريك اللّسان أو ارتشاف الماء، ويؤدي أيضاً إلى نقص في قوّة اللّسان، وعُمومًا يحدث انحراف للسان عن الجانب المُتأثِّر وَثُمَّ يتطوَّر لتَقَفُّع(3) في الجانب المُتأثِّر. لقد اكتُشِفَ المَنشأ التطوُّريّ للعصب عبر دراسات للعصب أجريت على القوارِض والزّواحِف، حيثُ اعتُبِرَ العصب نمطًا تطوُّريًّا عاليًا من أعصاب الشوكة العنقيّة، بحيث اندمج ليصبِح عصبًا مُنفصلًا خلال دورة التطوُّر.
افتُرِضَ أنّ حجم العصب تحت اللّسان -الذي تم قياسه بقياس حجم النفق تحت اللّسان- قد ترافق مع تطوُّر الرئيسيات، واستُنْتِجَ أنَّ الأعصاب الأكبر قد تكون ترافقت مع تحسُن في الكلام أثناء التغيُّرات التطوُّريّة، ولكن فيما بعد دُحضت هذه الفرضيّة.

## حالة سريرية
من الأمثلة على الحالات السَريرية الخاصة بالعصب تحت اللسان:
رجل عمره 32 عامًا، يعاني من رُتَة (عُسر التَّلفُّظ) وصعوبة في تحريك لسانه وبلع الطعام، وسَبَقَ ذلك انزعاج مُتفاقم أثناء البلع وشعور عام بالتوعُّك، وفي تاريخه المَرضيّ، لم يُعاني سابقًا من أي رَضح عُنقي أو تداول أو تمرين شديد، وليس لديه تاريخ طبّي مُثير للاهتمام وكانت نتيجة الفحص الفيزيائيّ لديه عاديّة؛ فقد أظهر إحساسًا بُلْعومِيًّا طبيعيًّا ونشاطًا في المنعكس البلعومي ثُنَائيّ الجانِب.
ومن العلامات الظاهرة عليه أيضاً أنَّ لسانه ينحرف نحو اليسار عند إبرازه، كما أظهر الفحص العصبيّ وجود شلل في العصب تحت اللّسان الأيسر وضمور بنفس الجانب بدون أعراض لشلل في الأعصاب القِحفيّة الأخرى أو أعراض هَرَمِية أو مُتلازمة هورنَر (أعراض عينية في إصابة الضفيرة الودية الرقبية).
كما كانت الوظيفة المُخَيخِيّة طبيعيّة ولا وجود لأعراض انْضِغاط جِذْع الدِّماغ أو زيادة في الضّغط داخل القِحفيّ، وقد تضمّنت الفُحوص المَخبريّة الواصِمات الالتهابيّة ودراسة السّائل المُخّي النُّخاعيّ، وألغت الفحوص التالية احتماليّة أن يكون السّبب إنتانيًّا وهي تَعداد الدّم الشامل وسرعة ترسب الدم والبْروتين المُتفاعل C، وقد أكّد الفحص الفيروسي السلبيّ للمَصل هذه النتائج، كما استَثنَت الفحوص المناعيّة العامّة وفحص المناعة الذاتيّة أن يكون السّبب مناعيًّا ذاتيًّا، وبيّنت فحوص وظيفة الكلية ووظيفة الكبد وغلوكوز الدم العَشوائيّ أنّها جميعًا طبيعيّة، ونفت زراعة وتحليل السّائل المُخّي النُّخاعي الإمراضيّة داخِل القِحفيّة، وعَلاوةً على ذلك، ظهر التصوير المَقطعيّ المُحَوسَب للدماغ وقاعدة الجمجمة عاديًّا، لكن أظهر المسح بالتَّصْويرُ بالرنين المغناطيسي أن الشريان الفِقْريّ الأيسر أكثر بُروزًا من الشريان الفقريّ الأيمن وأقرب إلى الجانِب الوَحشيّ للنُخاع المُستطيل، ولم يكن هناك أي دليل على احتشاء جذع الدماغ أو آفة تأخذ حيّزًا من المكان، كما يُرَجَّح أنَّ الشريان الفقريّ مسؤول عن شلل العصب الثاني عشر ولذلك أُجري استكشافٌ جِراحيٌّ، فأُجري حَجّ القِحْف خَلْفَ الخُشَّاء في الموقع الوَحشيّ بمَأْتَى جِراحيّ وحشيّ بعيد، متعرّضِين للشريان الفقريّ داخِلَ الجافِيَة الأيسر والعصب الثاني عشر، وقد أُثبِتَ أنَّ الشّريان الفِقْريّ طبيعيّ وشوهِد أنَّ العصب الثاني عشر مشدود ومضغوط حول الشريان الفقريّ، وكان جِذْع العصب تحت اللّسان مشدودًا ورفيعًا للغاية.
في نهاية الأمر، أُدخِلَ لَبَّاد تِفلون (بالإنجليزية: Teflon felt)‏ بين العصب تحت اللّسان والشريان الفقريّ الأيسر، ولوحِظ بعد ثلاثة أشهر تَحسّن في حركة اللّسان.

### خُلاصة
هذه الحالة تَدعَم فكرة أنَّه في أيّ حالة غير مُفَسَّرة من شلل العصب تحت اللّسان المُنعزل، يجب وضع شَدّ وانضغاط العصب من قِبَل الشريان الفقريّ النابِض طبيعيًّا بالحسبان. يُمكن لتقييمٍ حذر لدراسات التصوير وتَخْفيف الضَّغْط الوعائيّ المِجهريّ للعصب داخِل القِحفيّ أن يُبيِّن الشلل المُنعزل غير المُفَسِّر للعصب تحت اللّسان.

## هوامش
2. لكلمة fasciculation مُقابِلان طِبِّيان عَربيَّان:(القاموس الطبّي الموحّد نسخة محفوظة 24 يناير 2022 على موقع واي باك مشين.)
- تَكَوُّنُ الحُزَم
- ارْتِجافٌ حُزْمِيّ

قد تُسمّى تَحَزُّم أو نَفْضَة عَضَلِيّة (بالإنجليزية: muscle twitch)‏
وهي حركاتٌ عَضَلِيَّة ضَئيلة تَظْهرُ كجِلْدٍ مُرْتَجِف.(القاموس الطبّي للجيب نسخة محفوظة 28 يناير 2022 على موقع واي باك مشين.)
3. قُفَاْع، تَقَفُّع [ج: قُفْعٌ] (بالإنجليزية: contracture)‏: تَقَلُّص الْعَضَلَة أَوْ الْوَتَر تَقَلُّصًا دَائِمًا.(القاموس الطبِّي الموحَّد نسخة محفوظة 28 يناير 2022 على موقع واي باك مشين.، المعجم الطبّي لموقع المعاني)
4. لكلمة Canal مُقابِلان طِبِّيان عربيّان:(القاموس الطبِّي الموحَّد نسخة محفوظة 26 يناير 2022 على موقع واي باك مشين.)
- قَناة (تَمُرُّ فِيها سَوائِل) [ج: قَنَوات]
- نَفَق (تَمُرُّ فيهِ أَوعِيَةٌ أَو أَعْصاب) [ج: أَنْفاق]

## وصلات خارجية
- فيديو لشخص مُصاب بشلل العصب تحت اللسان على يوتيوب
- مُلاحظات حولَ العصب تحت اللسان.